# 联合国安全理事会第573号决议
联合国安全理事会第573号决议于1985年10月4日通过，在听取了突尼斯的申诉后，决议谴责以色列空军在10月1日对突尼斯的攻击行动。袭击行动目标是巴勒斯坦解放組織的总部，以作为该组织此前在塞浦路斯谋杀三名以色列公民的报复。
安理会提醒各国根据《联合国宪章》，在国际关系中应当避免使用威胁或武力手段。考虑到以色列在袭击后立即承认的行为，安理会要求以色列今后不要发动此类袭击，并敦促会员国劝阻以色列不要再进行此类行为。决议还指出，考虑到袭击所造成的生命损失和物质损失，突尼斯有权获得赔偿。
最后，决议要求安理会秘书长在1985年11月30日之前提交一份关于当前决议执行情况的报告。
决议以14票支持，0票反对，美国1票弃权获得通过。